# Aufzug Cents-Neudorf-Weimershof
Der Aufzug Cents-Neudorf-Weimershof ist ein 2023 beschlossenes Projekt des Schöffenrates der Stadt Luxemburg zum Bau einer kombinierten Fußgänger-/Fahrradbrücke mit integraler Aufzugsanlage zwischen den Stadtteilen Cents und Neudorf-Weimershof.
Ähnlich wie bei den anderen Aufzugsanlagen wird die Benutzung im Rahmen des ÖPNV kostenfrei sein.

## Standort
Von der Rue Tawioun in Cents aus soll ab Ende 2025 die 4,5 m breite Brücke das Tal mit de Rue de Neudorf überqueren und in der Weimershofer Rue des Bleuets enden.
Ungefähr auf 2/3 der Brücke wird sich der etwa 50 m hohe, nach Neudorf herabführende Aufzugsschacht befinden, der in der Nähe der Neudorfer Kirche installiert wird.

## Genehmigungsverfahren, technische Daten und Kosten
| Notwendige Daten | Erhebungsmethode                 | Status/Zeitraum               |
| --- | -------------------------------- | ----------------------------- |
| ldentification des biotopes protégés1                                                                                               | Geländekartierung                | Mai–Juni 2021                 |
| identification des habitats d'intérêt communautaire1                                                                                | Geländekartierung                | Mai–Juni 2021                 |
| ldentification des habitats des esp.eces d'intérêt communautaire pour lesquelles I'Ctat de conservation a ete èvaluè non favorable1 | Fledermaus-Screening             | liegt vor                     |
| ldentification des habitats des esp.eces d'intérêt communautaire pour lesquelles I'Ctat de conservation a ete èvaluè non favorable1 | Avifaunistische Felduntersuchung |                               |
| ldentification des habitats des esp.eces d'intérêt communautaire pour lesquelles I'Ctat de conservation a ete èvaluè non favorable1 | Haselmaus-Felduntersuchung       |                               |
| Evaluation des Cco-points2 | Plandarstellung                  | 27.10.2021 Version provisoire |
| Evaiuation des Cco-points* * | Ccotool ANF                      | Herbst 2021                   |
| Quelle: |                                  |                               |

1. Loi du 18 juillet 2018 concernant Ia protection de la nature et des ressources naturelles Règlement  grand-ducal du 1er août 2018 établissant les biotopes protègès, les habitats  d'intèrêt communautaire et les habitats des espèces d'intèrêt communautaire  pour lesquelles I'état de conservation a été évalué non favorable, et  précisant les mesures de réduction, de destruction ou de détérioration y  relatives.
2. Arrêté ministériel du 27 mars 2020 relatif aux modalitCs de calcul du système  numèrique d'èvaluation et de compensation en èco-points

| Notwendige Daten                      | Erhebungsmethode                                                            |
| ------------------------------------- | --------------------------------------------------------------------------- |
| Administration de Ia gestion de l'eau | Trinkwasserschutzzone                                                       |
| Commodo/lncommodo terassement 3 sites | Ctudes aqoustiques et vibratoires déchets côté Cents                        |
| Ponts et ChaussCe                     | permission de voirie                                                        |
| VdL                                   | autorisation de batir                                                       |
| CGDIS / ITM                           | Commodo/lncommodo ascenseur & nacelle de secours; trafo; groupe electrogène |

## Technische Daten
| Baujahr                    | 2021                 |
| Nutzlast:                  | 4000 kg/53 pers      |
| Geschwindigkeit:           | 2,50 m/sec           |
| Fahrstrecke:               | 50 m                 |
| Fahrdauer:                 | 2 min. 30 sec.       |
| Betriebsstunden pro Jahr   | 3.300 h *            |
| Höhe Aufzugskäfig          | 5.000 mm             |
| Schüsseltiefe              | 5.500 mm             |
| Situation local machinerie | Dans la tête de cage |
| Übersetzung                | 1:2                  |
| Anzahl Kabinenkabel        | 8 × 16 mm            |
| - Tiefe                    | 2.500 mm             |
| - Länge                    | 3.100 mm             |
| - Höhe                     | 2.500 mm             |
| Türen                      | Öffnung mittig       |
| - Länge                    | 1.600 mm             |
| - Höhe                     | 2.200 mm             |
| Maschine                   | Getriebelos          |

* 3.300 h entsprechen ca. 500.000 Fahrten
Wartungsaufwand: jeweils ein Tag je Monat

## Veranschlagter Kostenrahmen
| Passerelle Cents – Neudorf – Weimershof       |                 |
| vorgesehen Arbeiten                           | 18.500.000,00 € |
| Honorarkosten                                 | 4.100.000,00 €  |
| Honorare Studien                              | 50.000,00 €     |
| Geotechnische Untersuchung                    | 135.000,00 €    |
| Kostensteigerungen und Indexerhöhiungen 7,5 % | 1.315.000,00 €  |
|                                               |                 |
| Gesamtbetrag                                  | 24.100.000,00 € |

## Internet
- Projektpräsentation der Stadt Luxemburg als PDF-Dokument